# Język kabylski
Język kabylski (kabyle, nazwa własna: taqbaylit) – język afroazjatycki z północnej gałęzi rodziny berberyjskiej, używany według różnych szacunków przez od ponad 3 do 6 milionów Kabylów, głównie w północnej Algierii. Nie posiada tam jednak, podobnie jak inne berberyjskie języki, oficjalnego statusu, choć pojawia się w publicznym radiu i telewizji.
Język kabylski jest zapisywany głównie zmodyfikowanym alfabetem łacińskim. Sporadycznie stosuje się też neo-tifinagh – zmodernizowany starożytny alfabet berberyjski. Bywa też używany zapis arabski.
Istnieje bardzo niewiele zabytków tego języka, piśmiennictwo rozwija się dopiero od połowy XX wieku.